# История дельфина 2
«История дельфина 2» (англ. Dolphin tale 2) — продолжение фильма «История дельфина», семейная мелодрама, повествующая о судьбе дельфина Винтер. Премьера фильма состоялась 12 сентября 2014 года.

## Сюжет
Спустя несколько лет после событий первого фильма, приёмная мать Винтер, старая самка Панама, скончалась. По законам Министерства сельского хозяйства США Винтер нельзя содержать одну, поэтому у команды морского госпиталя для животных есть 30 дней, чтобы найти ей компаньона, иначе дельфина перевезут в другой аквариум. Винтер теряет интерес к жизни и перестаёт принимать пищу. У неё депрессия и она не хочет надевать хвост. В очередной раз, для замерки размеров, для нового хвоста она сильно ударяет Сойера и ему запрещают с ней купаться. Видя мучения друга и дельфина, Хейзел, чистя бассейн, выпускает Винтер, и Сойер купается с ней. Дельфин возвращается к жизни. Но приходит письмо о том, что скоро Винтер заберут в Техас.
Вначале фильма показывают, что в аквариум привозят выброшенного на берег дельфина Мэнди. Она получила ожоги и у неё больные лёгкие. Доктор МакКарти, Хейзел и Сойер, а также другие волонтеры аквариума хотят свести их вместе. Однако дельфин выздоравливает и проходит последний этап — самостоятельно ловит рыбу. Доктор МакКарти принимает решение — выпустить на свободу здорового дельфина. Хейзел зла на отца — Винтер могут забрать. Мэнди все-таки выпускают и её встречают её стая, как героя, радуясь соплеменнице. Но у аквариума новый вопрос, как найти компаньонку для всеобщей любимицы.
В это же время параллельно идет история о том, что Сойера приглашают на 3 месяца на обучающую программу в океан посмотреть за жизнью диких дельфинов. Все согласны, но он не может бросить любимицу на произвол судьбы и затягивает с решением. Во время вечеринки в его честь, доктору МакКарти сообщают, что нашли маленького дельфина.
Её срочно доставляют в морской госпиталь. Животное удаётся спасти и выходить, и она получает имя Хоуп (Надежда) (Hope (англ.)). Так как она появилась в аквариуме в очень раннем возрасте, то её не смогут выпустить на волю. Хоуп не может сама охотиться. Мама её этому не научила. У Винтер появилась пара, однако, первое время дельфины не могут найти общий язык. Хоуп не понимает отсутствие хвоста у Винтер и её неестественные движения. Вскоре всё налаживается, благодаря новому хвосту, который Винтер согласилась надеть. Фильм заканчивается, когда Сойер, спокойный за жизнь любимицы и взяв у неё разрешение, пообещав вернуться едет по программе, а Хейзел устраивает ему приятное прощальное пожелание от дельфинов — совместную фотографию.
Так же параллельно с традиционной историей о дельфинах идет история о черепахе и пеликане Руфюсе, который постоянно что-то куда-то тащит.

## В ролях
- Морган Фриман — доктор Кеммерн МакКарти
- Эшли Джадд — Лореан Нельсон
- Нейтан Гэмбл — Сойер Нельсон
- Кози Цуельсдорфф — Хейзел Хаскет
- Гарри Конник мл. — доктор Клэй Хаскет
- Крис Кристофферсон — Рид Хаскет
- Джулия Уинтер — Пейтон
- Бетани Хэмилтон — камео

## Производство
18 июня 2013 Warner Bros объявила о планах продолжения фильма под названием «История дельфина 2», с запланированной датой релиза в сентябре 2014 года. История нового фильма также частично связана с реальными событиями — спасением дельфиненка Надежда (Hope) в 2010 году. В сентябре стало известно что в съёмках примет участие известная серфингистка Бетани Хэмилтон. Съёмки начались в октябре 2013 года и прошли в центре реабилитации морских животных Clearwater Marine Aquarium (en). В апреле 2014 года в сети появился трейлер картины.